# گیل گودریچ
گیل گودریچ (انگلیسی: Gail Goodrich؛ زادهٔ ۲۳ آوریل ۱۹۴۳) بازیکن بسکتبال اهل ایالات متحده آمریکا است.
از باشگاه‌هایی که در آن بازی کرده‌است می‌توان به بسکتبال مردان یوسی‌ال‌ای برونز، فینیکس سانز، یوتا جاز، و لس آنجلس لیکرز اشاره کرد.